# Ichthyophis pseudangularis
Ichthyophis pseudangularis е вид земноводно от семейство Ichthyophiidae. Видът е световно застрашен, със статут Уязвим.

## Разпространение
Разпространен е в Шри Ланка.